# ديازيبام
ديازيبام (بالإنجليزية: Diazepam)‏، وكان قد سوّق أولًا باسم فاليوم (بالإنجليزية: Valium)‏ هو دواء من إنتاج هوفمان-لا روشمن إعداد سلسلة البنزوديازيبين. يستخدم غالبا لعلاج القلق، الأرق، آلام العضلات، الأعراض الانسحابية للكحول ولحالات أخرى كثيرة مثل عمليات التنظير الداخلي لتخفيف التوتر والقلق وللعمليات الجراحية لتحفيز النساوة. ويمتلك الدواء خواص توترية، ضد العنف والتشنج منومة، مسكنة، مريحة للعضلات ومنسية.

## الاستخدامات الطبية
يستخدم الديازيبام بشكل أساسي لعلاج القلق، والأرق، ونوبات الهلع، وأعراض انسحاب الكحول الحاد. كما أنه يستخدم بمثابة دواء تمهيدي لإحداث التخدير، أو إزالة القلق، أو فقدان الذاكرة قبل إجراءات طبية معينة (على سبيل المثال، التنظير). ديازيبام هو الدواء المفضل لعلاج الاعتماد على البنزوديازيبين إذ أن طول مدة فعاليته تسمح بسهولة تخفيض الجرعات. البنزوديازيبينات لها سمية منخفضة نسبيا في حال الجرعة الزائدة.
الديازيبام لديه عدد من الاستخدامات، بما في ذلك:
- علاج القلق، ونوبات الهلع، وحالات الارتجاج [10]
- علاج الأعراض العصبية الإنباتية المرتبطة بالدوار [13]
- علاج أعراض انسحاب الكحول، والأفيون، والبنزوديازيبين [10][14]
- علاج الأرق على المدى القصير [10]
- علاج الكزاز، جنبا إلى جنب مع غيرها من التدابير العلاجية المكثفة [15]
- علاج مساعد في شلل العضلات التشنجي (الشلل النصفي / الشلل الرباعي) الناجم عن حالات تصيب الدماغ أو الحبل الشوكي مثل السكتة الدماغية، والتصلب المتعدد، أو إصابة الحبل الشوكي (يقترن العلاج على المدى الطويل مع تدابير تأهيلية أخرى) [16]
- المعالجة الملطفة لمتلازمة الشخص المتصلب [17]
- قبل أو بعد التخدير، وإزالة القلق و/ أو فقدان الذاكرة في العمليات الجراحية (على سبيل المثال، قبل إجراءات التنظير أو الجراحة) [16]
- علاج مضاعفات أزمة المهلوسات وتعاطي جرعات زائدة من المنشطات والذهان، مثل حمض الليسرجيك أوالكوكايين أوالميثامفيتامين [18]
- علاج وقائي من سمية الأكسجين أثناء العلاج بالأكسجين عالي الضغط [19]

وينبغي تحديد الجرعات على أساس فردي (حسب حالة المريض)، وهذا يتوقف على الحالة التي يتم علاجها، وشدة الأعراض، ووزن جسم المريض، وأية حالات أخرى قد يعاني منها الشخص.

### نوبات الصرع
الديازيبام أو لورازيبام في الوريد تعتبر علاجات الخط الأول للحالة الصرعية. ومع ذلك، لورازيبام مزاياه أكثر من الديازيبام، بما في ذلك المعدل المرتفع لإنهاء نوبات الصرع، وله تأثير أطول كمضاد للاختلاج. نادرا ما يستخدم  ديازيبام في العلاج طويل الأجل للصرع لأن التسامح (التسامح هنا يعني ان فاعلية وتركيز الدواء ينخفضان مع اللاستخدام المتكرر مما يتطلب زيادة الجرعة) لآثاره المضادة للاختلاج يتطور عادة في غضون 6 إلى 12 شهرا من العلاج، مما يجعله عديم الفائدة لهذا الغرض.
الفعالية المضادة للاختلاج في الديازيبام يمكن أن تساعد في علاج النوبات بسبب الجرعة الزائدة من المخدرات أو السمية الكيميائية نتيجة التعرض للسارين، VX، أو سومان (أو السموم الفوسفاتية العضوية الأخرى)، أو ليندين، أو الكلوروكين، أو فيزوستيغمين، أو البيريثرويد.
فهو يستخدم أحيانا بشكل متقطع للوقاية من نوبات الصرع الحموية التي قد تحدث في الأطفال دون سن الخامسة من العمر. ومع ذلك، فإن هذا الاستخدام لا ينصح به عادة لأن فوائده صغيرة وآثاره الجانبية شائعة. استخدام الديازيبام على المدى الطويل للتحكم بالصرع غير مستحسن. ومع ذلك، مجموعة فرعية من الأفراد المقاومين لعلاج الصرع يستفيدون من البنزوديازيبينات على المدى الطويل، ولمثل هؤلاء الأفراد ينصحون باستخدام كلورازيبات بسبب بدايته الأبطأ في التسامح (التسامح هنا يعني ان فاعلية وتركيز الدواء ينخفضان مع اللاستخدام المتكرر مما يتطلب زيادة كمية الجرعة) اتجاه مفعول مضاد الاختلاج.

### أخرى
يستخدم الديازيبام كعلاج طارئ للارتعاج (تسمم الحمل) في حال فشل الحقن الوريدي لكبريتات المغنيسيوم وتدابير ضبط ضغط الدم. لا تتمتع البنزوديازيبينات نفسها بأي خصائص لتخفيف الألم، وينصح عموما بتجنبها في الأشخاص الذين يعانون من الألم. ومع ذلك، البنزوديازيبينات مثل الديازيبام يمكن استخدامها بسبب خصائصها المرخية للعضلات لتخفيف الألم الناجم عن تقلصات العضلات وحالات خلل التوتر العضلي المختلفة، بما في ذلك تشنج الجفن. التسامح (التسامح هنا يعني ان فاعلية وتركيز الدواء ينخفضان مع اللاستخدام المتكرر مما يتطلب زيادة كمية الجرعة) غالبا ما يتطور تجاه المفعول المرخي للعضلات للبنزوديازيبينات مثل الديازيبام. باكلوفين  أو تيزانيدين يستخدم أحيانا كبديل لديازيبام.

### التوافر
يتم تسويق ديازيبام في أكثر من 500 علامة تجارية في جميع أنحاء العالم. يتم توفيره بعدة أشكال عن طريق الفم، أوعن طريق الحقن، أو الاستنشاق، أو الشرجية.
ويعمل الجيش الأميركي على إعداد تحضيرة متخصصة من الديازيبام تعرف باسم ترياق تشنج العامل العصبي (CANA)، الذي يحتوي على الديازيبام. وعادة ما يتم إصدار عدة CANA واحدة لأعضاء الخدمة، جنبا إلى جنب مع ثلاث مجموعات Mark I NAAK عند العمل في ظروف تعتبر فيها الأسلحة الكيميائية على شكل غاز الاعصاب خطرا محتملا. كلا هاتين المجموعتين تزود الأدوية عن طريق الحقن التلقائي. وهي تهدف لاستخدامها في «إسعاف الأصدقاء» أو «الإسعاف الشخصي» بهذه الأدوية في الميدان قبل إزالة التلوث وإيصال المريض إلى الرعاية الطبية النهائية.

## موانع الاستخدام
وينبغي تجنب استخدام ديازيبام، عندما يكون ذلك ممكنا، في الأفراد مع:
- الترنح أو فقد الانتظام
- نقص التهوية الشديد
- الزرق (غلوكوما) ضيق الزاوية الحاد
- القصور الكبدي الحاد (التهاب الكبد وتليف الكبد يقللان معدل التخلص من الدواء بعامل من اثنين)
- القصور الكلوي الحاد (المرضى على غسيل الكلى على سبيل المثال)
- اضطرابات الكبد
- توقف التنفس الشديد أثناء النوم
- الاكتئاب الشديد، لا سيما عندما يكون مصحوباً مع ميول انتحارية
- ذهان
- الحمل أو الرضاعة
- الحذر مطلوب في المرضى المسنين أو الوهن
- غيبوبة أو صدمة

المفاجئ المفاجئ للعلاج
- التسمم الحاد بالكحول والمخدرات، أو المؤثرات العقلية الأخرى (باستثناء بعض المهلوسات و / أو المنشطات، حيث يستخدم أحيانا كعلاج للجرعة الزائدة)
- تاريخ الكحول أو إدمان المخدرات
- الوهن العضلي الوبيل، اضطراب مناعي ذاتي الذي يسبب إعياء ملحوظ
- فرط الحساسية أو حساسية من أي دواء في فئة البنزوديازيبين

### تحذيرات
- يجب فحص سوء استخدام وتعاطي البنزوديازيبين في حال استخدمت من قبل مدمني الكحول والمخدرات أو أولئك الذين يعانون من اضطرابات نفسية مرضية.[37]
- الأطفال المرضى
  - أقل من 18 سنة من العمر، عادة لا يشار إلى هذا العلاج، باستثناء علاج الصرع، والعلاج قبل أو بعد الجراحة. يجب استخدام أصغر جرعة فعالة ممكنة لهذه الفئة من المرضى.[38]
  - أقل من 6 أشهر من العمر، لم تثبت السلامة والفعالية. لذا لا ينبغي أن يعطى ديازيبام لمن هم في هذه الفئة العمرية.[17][38]
- المرضى كبار السن والذين يعانيون من مرض شديد قد يعانون من انقطاع النفس و/أو السكتة القلبية. الاستخدام المصاحب لغيره من مثبطات الجهاز العصبي المركزي يزيد من هذه المخاطر. يجب استخدام أصغر جرعة فعالة ممكنة لهذه الفئة من المرضى.[17][38][39] وتكون عمليات الايض للمسنين البنزوديازيبينات ببطيئة أكثر بكثير من البالغين الأصغر سنا، وأيضا هم أكثر حساسية لآثار البنزوديازيبينات حتى إن كانت مستويات بلازما الدم مماثلة. ينصح أن تكون جرعات الديازيبام حوالي نصف تلك التي تعطى للأشخاص الأصغر سنا، والعلاج بحد أقصى لمدة أسبوعين. لا ينصح بالبنزوديازيبينات طويلة المفعول مثل الديازيبام للمسنين.[12] قد يكون ديازيبام أيضا خطير في المرضى المسنين بسبب الزيادة الكبيرة لخطر السقوط (الوقوع ارضا).[40]
- الحقن عن طريق الوريد أو العضل في الناس الذين يعانون من انخفاض الضغط أو أولئك في حالة صدمة ينبغي أن تعطى بعناية ويجب مراقبة العلامات الحيوية.[39]
- البنزوديازيبينات مثل الديازيبام محبة للدهون وتخترق الأغشية بسرعة، لذلك تعبر المشيمة بسرعة مع استيعاب نسبة كبيرة من الدواء. استخدام البنزوديازيبينات بما في ذلك الديازيبام في أواخر الحمل، خاصة الجرعات العالية، قد يؤدي إلى متلازمة الرضيع المترهل.[41] الديازيبام عندما يؤخذ في وقت متأخر من الحمل، خلال الثلث الثالث، يؤدي إلى خطر واضح لمتلازمة انسحاب البنزوديازيبين الشديدة في الوليد مع أعراض تتضمن نقص التوتر، والتردد في المص (الرضاعة)، إلى نوبات انقطاع التنفس، زرقة، وضعف الاستجابات الأيضية تجاه الإجهاد البارد. قد تحدث أيضا متلازمة الرضيع المترهل والتهدئة في الأطفال حديثي الولادة. تم الإبلاغ عن أعراض متلازمة الرضيع المترهل ومتلازمة انسحاب البنزوديازيبين في حديثي الولادة واللتان قد تستمران من ساعات إلى أشهر بعد الولادة.[42]

## الآثار السلبية
وتشمل الآثار السلبية للبنزوديازيبينات مثل الديازيبام فقدان الذاكرة التقدمي والارتباك (أكثر وضوحا في الجرعات العالية) والتخدير. كبار السن هم أكثر عرضة للآثار السلبية للديازيبام، مثل الارتباك، وفقدان الذاكرة، والترنح، وآثار مخلفات، فضلا عن السقوط. ويرتبط الاستخدام طويل الأمد للبنزوديازيبينات مثل الديازيبام مع الاحتمال الدوائي، والاعتماد على البنزوديازيبين، ومتلازمة انسحاب البنزوديازيبين. مثل غيرها من البنزوديازيبينات، يمكن الديازيبام أن تضعف الذاكرة على المدى القصير وتعلم المعلومات الجديدة. بينما أدوية البنزوديازيبين مثل الديازيبام يمكن أن تسبب فقدان الذاكرة التقدمي، فإنها لا تسبب فقدان الذاكرة والاحداث في الماضي. لا تنخفض قيمة المعلومات علمت قبل استخدام البنزوديازيبينات. الاحتمال لآثار إضعاف المعرفية من البنزوديازيبينات لا يميل إلى التطور مع استخدام على المدى الطويل، وكبار السن هم أكثر حساسية لهم. بالإضافة إلى ذلك، بعد وقف البنزوديازيبينات، قد يستمر العجز المعرفي لمدة ستة أشهر على الأقل؛ ومن غير الواضح ما إذا كانت هذه العاهات يستغرق وقتا أطول من ستة أشهر للتخفيف أو إذا كانت دائمة. كما قد تسبب البنزوديازيبينات أو تفاقم الاكتئاب. الحقن أو الحقن في الوريد بشكل متكرر من ديازيبام عند إدارة المضبوطات، وعلى سبيل المثال، قد يؤدي إلى سمية الدواء، بما في ذلك الاكتئاب الجهاز التنفسي، والتخدير، وانخفاض ضغط الدم. تحمل الدواء قد يتطور أيضا إلى دفعات من الديازيبام إذا تم منحها لمدة أطول من 24 ساعة. ان التأثيرات السلبية مثل التخدير، والاعتماد على البنزوديازيبين، واحتمالية سوء الاستخدام يحد من استخدام البنزوديازيبينات.
الديازيبام لديها مجموعة من الآثار الجانبية الشائعة لمعظم البنزوديازيبينات، بما في ذلك:
- قمع النوم REM
- ضعف الوظائف الحركية
- ضعف التنسيق
- اختلال التوازن
- الدوخة
- الاكتئاب [45]
- عدم انتظام دقات القلب اللا ارادي [46]

أقل شيوعا، يمكن أن تحدث الآثار الجانبية المتناقضة، بما في ذلك التوتر والتهيج والإثارة، وتفاقم النوبات، والأرق، وتشنجات العضلات، وتغيرات في الرغبة الجنسية، وفي بعض الحالات ، الغضب والعنف. من المرجح أن تحدث في الأطفال وكبار السن، والأشخاص الذين لديهم تاريخ من تعاطي المخدرات أو الكحول و/أو العدوان هذه ردود الفعل السلبية. قد يزيد الديازيبام، في بعض الناس، الميل نحو سلوكيات إيذاء الذات، وفي الحالات القصوى، قد تثير الميول الانتحارية أو الأعمال الانتحارية. ونادرا جدا ما يمكن أن يحدث خلل التوتر.
الديازيبام قد يضعف القدرة على قيادة المركبات أو تشغيل الآلات. ويتفاقم هذا الانخفاض من خلال استهلاك الكحول، لأن كلاهما يعملان بمثابة مثبطات للجهاز العصبي المركزي.
أثناء العلاج، تحمل الآثار المهدئة عادة ما يتطور، ولكن ليس إلى التأثيرات المزيلة للقلق والمرخية للعضلات.
المرضى الذين يعانون من النوبات الحادة من انقطاع النفس أثناء النوم قد يعانون من الانخفاض في وظائف الجهاز التنفسي (نقص التهوية)، مما يؤدي إلى توقف التنفس والموت.
الديازيبام في جرعات 5 ملغ أو أكثر من الأسباب التي تؤدي إلى تدهور كبير في أداء اليقظة جنبا إلى جنب مع تزايد الشعور بالنعاس.

### الاحتمال والاعتماد
ديازيبام، كما هو الحال مع أدوية البنزوديازيبينات الأخرى، يمكن أن يسبب الاحتمال والاعتماد البدني، واضطرابات تعاطي الدواء، ومتلازمة انسحاب البنزوديازيبين. الانسحاب من الديازيبام أو غيرها من البنزوديازيبينات غالبا ما يؤدي إلى أعراض انسحاب مماثلة لتلك التي ظهرت أثناء انسحاب الباربيتورات أو الكحول. فكلما كانت الجرعة وفترة تعاطي الدواء أكبر، كانت هناك زيادة خطر في المعاناة من أعراض انسحاب غير السارة.
يمكن أن تحدث أعراض الانسحاب من جرعات قياسية، وكذلك بعد استخدامها على المدى القصير، ويمكن أن تتراوح من الأرق والقلق إلى أعراض أكثر خطورة، بما في ذلك النوبات والذهان. أعراض الانسحاب يمكن أن تشبه أحيانا الظروف الموجودة من قبل وتشخص بشكل خاطئ. الديازيبام قد تنتج أعراض الانسحاب أقل كثافة نظرا لطول مدة الوصول إلى نصف فعالية وتركيز الدواء.
يجب التوقف عن العلاج بالبنزوديازيبين في أقرب وقت ممكن عن طريق خفض الجرعة ببطء وتدريجيا  الاحتمال يتطور إلى الآثار العلاجية من البنزوديازيبينات؛ على سبيل المثال الاحتمال يحدث للآثار مضاد ونتيجة لذلك لا ينصح البنزوديازيبينات عموما للإدارة طويلة الأجل من الصرع. قد تكون زيادة الجرعة تعمل على التغلب على آثار الاحتمال، ولكن التسامح قد يتطور إلى جرعة أعلى والآثار السلبية قد يزيد. وتشمل آلية الاحتمال لالبنزوديازيبينات فك ربط مواقع مستقبلات، وتعديلات في التعبير الجيني، أسفل اللائحة من مواقع مستقبلات، وقلة الحساسية من تأثير مواقع مستقبلات GABA . حوالي ثلث الأفراد الذين يأخذون البنزوديازيبينات لفترة أطول من أربعة أسابيع تصبح معتمدة وتجربة متلازمة الانسحاب عند الإقلاع عن التدخين.
الاختلافات في معدلات الانسحاب (50-100٪) تختلف تبعا لعينة المرضى. على سبيل المثال، وجدت عينة عشوائية من مستخدمي البنزوديازيبين طويلة الأجل ما يلي حوالي 50٪ قليلة أو معدومة انسحاب الأعراض، مع ال 50٪ الأخرى تعاني من أعراض الانسحاب الملحوظة. وتشير بعض مجموعات المرضى المحددة إلى معدل أعلى من أعراض الانسحاب البارزة، وتصل إلى 100٪.
ان انتعاش القلق، أشد من القلق الأساسي، هو أيضا من أعراض انسحاب المشترك عندما يتم وقف الديازيبام أو غيرها من البنزوديازيبينات. ديازيبام موصى به فقط للعلاج على المدى القصير عند أدنى جرعة ممكنة نظرا لمخاطر مشاكل الانسحاب الحادة من الجرعات المنخفضة حتى بعد التخفيض التدريجي. وخطر الاعتماد الدوائي على الديازيبام كبير، والمرضى يعانون من أعراض متلازمة انسحاب البنزوديازيبين إذا أخذ لمدة ستة أسابيع أو أكثر. في البشر، تحمل الآثار المضادة من الديازيبام يحدث في كثير من الأحيان.

### الاعتماد
الاستخدام غير السليم أو المفرط للديازيبام يمكن أن يؤدي إلى الاعتماد الجسدي والاعتماد النفسي  الذين في خطر كبير لا سيما لسوء استخدام الديازيبام أو سوء المعاملة أو الاعتماد النفسي هم:
- الأشخاص الذين لديهم تاريخ من استخدام الكحول أو تعاطي المخدرات أو الاعتماد [17][61] ديازيبام يزيد الرغبة في تناول الكحول في مستهلكين مشكلة الكحول. يزيد الديازيبام أيضا حجم الكحول التي يستهلكها من لديهم مشكلة الشرب.[62]
- الأشخاص الذين يعانون من اضطرابات الشخصية الشديدة، مثل اضطراب الشخصية الحدية.[63]

يجب مراقبة المرضى من الفئات المذكورة أعلاه بشكل وثيق جدا أثناء العلاج لعلامات سوء المعاملة وتنمية الاعتماد. يجب التوقف عن العلاج إذا لوحظت أي من هذه العلامات، ولكن إذا وضعت الاعتماد الجسدي، لا يزال يتعين وقفها العلاج تدريجيا لتجنب أعراض الانسحاب الحادة. لا ينصح العلاج على المدى الطويل في هؤلاء الناس.
أشخاص الذين من المتوقع لهم حدوث الاعتماد من الناحية الفسيولوجية على أدوية البنزوديازيبين يجب عليهم ان يتوقفوا عن استخدام الدواء بشكل تدريجي جدا. يمكن اعراض الانسحاب أن تكون مهددة للحياة، لا سيما عندما اتخذت الجرعات المفرطة لفترات طويلة من الزمن. وينبغي التروي على قدم المساواة ما إذا كان قد وقع الاعتماد في سياقات علاجية أو ترفيهية.

## الجرعة الزائدة
الفرد الذي يستهلك الكثير من الديازيبام معرض عادة لواحد أو أكثر من هذه الأعراض على الفور في فترة ما يقرب من أربع ساعات بعد تناول جرعة زائدة:
- النعاس
- التشوش الذهني
- انخفاض ضغط الدم
- ضعف الوظائف الحركية
  - ضعف ردود الفعل
  - ضعف التنسيق
  - اختلال التوازن
  - الدوخة
- الغيبوبة

بالرغم من انها لا تعد قاتلة عندما تؤخذ وحدها بالعادة، تعتبر الجرعة الزائدة من الديازيبام من حالات الطوارئ الطبية وعموما تتطلب اهتماما عاجلا من العاملين في المجال الطبي. الترياق للجرعة زائدة من الديازيبام (أو أي البنزوديازيبين الآخر) هو فلومازينيل (Anexate). يستخدم هذا الدواء إلا في حالات الاكتئاب حادة في الجهاز التنفسي أو مضاعفات القلب والأوعية الدموية. لأن فلومازينيل هو دواء قصير المفعول، وآثار الديازيبام يمكن أن تستمر لعدة أيام، عدة جرعات من فلومازينيل قد تكون ضرورية. التنفس الاصطناعي واستقرار وظائف القلب والأوعية الدموية قد يكون من الضروري أيضا. وإن لم يكن أشارت بشكل روتيني، والفحم المنشط يمكن أن يستخدم لتطهير المعدة بعد تناول جرعة زائدة الديازيبام. التقيؤ ممنوع. غسيل الكلى فعال في الحد الأدنى. يمكن علاج انخفاض ضغط الدم مع ليفارتيرينول أو مترامينول.
وLD50 عن طريق الفم (جرعة مميتة في 50٪ من السكان) من الديازيبام هو 720 مغ / كغ في الفئران و1240 ملغ / كغ في الفئران. دي جي غرينبلات وزملاؤه في عام 1978لاحظوا على اثنين من المرضى الذين تناولوا 500 و 2000 ملغ من الديازيبام، على التوالي، أنهم ذهبوا إلى الغيبوبة العميقة بشكل معتدل، وخرجوا خلال 48 ساعة دون أن تشهد أي مضاعفات مهمة، على الرغم من وجود تركيزات عالية من الديازيبام ونواتج ايضيه ايسميتيلديازيبام ، أوكسازيبام، والتيمازيبام، وفقا لعينات أخذت في المستشفى وكما في المتابعة.
جرعات زائدة من الديازيبام مع الكحول، والمواد الأفيونية و / أو مثبطات أخرى قد تكون قاتلة.

## التفاعلات
إذا كانت تدار الديازيبام بالتزامن مع أدوية أخرى، ينبغي إيلاء الانتباه إلى التفاعلات الدوائية المحتملة. وينبغي إيلاء عناية خاصة مع الأدوية التي تحفز آثار الديازيبام، مثل الباربيتورات، الفينوثيازين، المواد الأفيونية، ومضادات الاكتئاب.
لا يزيد الديازيبام أو ينقص نشاط انزيم الكبد، ولا يغير أيض المركبات الأخرى. لا يوجد أي دليل يوحي بأن الديازيبام يغير الأيض الخاصة به مع الاستخدام المزمن.
العوامل التي تؤثر على مسارات السيتوكروم P450 أو الاقتران في الكبد يمكن أنت معدل التمثيل الغذائي للديازيبام.هذه التفاعلات من المتوقع أن تكون أهم مع العلاج بالديازيبام على المدى الطويل، وأهميتها السريرية متغيرة.
- الديازيبام يزيد من آثار الاكتئاب المركزية من الكحول، والمنومات الأخرى / المهدئات (على سبيل المثال، الباربيتورات)، مرخيات العضلات الأخرى، وبعض مضادات الاكتئاب، مضادات الهيستامين المهدئة، المواد الأفيونية، ومضادات الذهان، فضلا عن مضادات الاختلاج مثل الفينوباربيتال، الفينيتوين، وكاربامازيبين. الاثار الشمقية من المواد الأفيونية يمكن أن تزيد، مما يؤدي إلى زيادة خطر الاعتماد النفسي.[12][38][68]
- سيميتيدين، أوميبرازول، أوكسكاربزبين، تيكلوبيدين، توبيراميت، الكيتوكونازول، الايتراكونازول، ديسفلفرام، فلوفوكسامين، أيزونيازيد، الاريثروميسين، البروبينسيد، بروبرانولول، إيميبرامين، سيبروفلوكساسين، فلوكستين، وحمض فالبوريك يعملون على إطالة عمل الديازيبام عن طريق تثبيط القضاء عليه. ref name="Riss-2008" />[18][33]
- ان امتزاج الكحول مع تركيبة الديازيبام قد يسبب تعزيز التآزر لخصائص الخافض للضغط من البنزوديازيبينات والكحول.[69]
- حبوب منع الحمل تقلل إلى حد كبير من القضاء على ديسميثيلزيبام، وهو المستقلب الرئيسي من الديازيبام.[38][70]
- ريفامبين، الفينيتوين، كاربامازيبين، والفينوباربيتال يعملون على زيادة عملية التمثيل الغذائي للديازيبام، مما يخفض مستويات الدواء وآثاره.[18] ديكساميثازون ونبتة سانت جون أيضا يعملان على زيادة عملية التمثيل الغذائي للالديازيبام.[12]
- ديازيبام يزيد من مستويات البلازما من الفينوباربيتال.[71]
- نيفازودون يمكن أن يسبب زيادة مستويات الدم من البنزوديازيبينات.[38]
- سيسابريد قد يعزز امتصاص، وبالتالي فإن النشاط مهدئ، الديازيبام.[72]
- جرعات صغيرة من الثيوفيلين قد تمنع عمل الديازيبام.[73]
- الديازيبام قد يمنع عمل يفودوبا (المستخدم في علاج مرض الشلل الرعاش).[68]
- Diazepam may alter ديجوكسين serum concentrations.[18]
- الديازيبام قد يغير تركيزات الديجوكسين في البلازما.
- الأدوية الأخرى التي قد يكون لها تفاعل مع ديازيبام تشمل مضادات الذهان (مثل الكلوربرومازين)، مثبطات MAO، ورانيتيدين.[38]
- لأنه يعمل على مستقبلات GABA ، عشبة الفاليريان قد تنتج أثرا سلبيا.[74]
- الأطعمة التي تزيد حموضة البول يمكن أن تؤدي إلى زيادة سرعة امتصاص والقضاء على الديازيبام، والحد من مستويات الدواء والنشاط.[68]
- الأطعمة التي تزيد قلوية البول يمكن أن تؤدي إلى تباطؤ الاستيعاب والقضاء على الديازيبام، وزيادة مستويات الدواء والنشاط.[18]
- هناك صراع حول ما إذا الغذاء بشكل عام لديه أي تأثيرات على الاستيعاب والنشاط الديازيبام عن طريق الفم.[68]

## الصيدلة

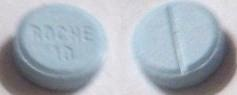
10 مغ فاليوم

ديازيبام هو البنزوديازيبين «الكلاسيكية» طويلة المفعول. وتشمل البنزوديازيبينات الكلاسيكية الأخرى الكلورديازيبوكسيد، كلونازيبام، لورازيبام، أوكسازيبام، نترازيبام، التيمازيبام، فلورازيبام، برومازيبام، وكلورازيبات. ديازيبام له خصائص مضادة. ديازيبام ليس له أي تأثير على مستويات GABA وليس له تأثير على نشاط الغلوتامات كربوكسيل، ولكن له تأثير طفيف على حمض النشاط ناقلة الغاما غاما. وهو يختلف عن بعض الأدوية مضاد الاختلاج الأخرى التي تمت مقارنة ذلك. البنزوديازيبينات يعمل ويرتبط بمواقع ارتباط البنزوديازيبين التي تحتاج إلى تراكيز قليلة كما CA2 + قناة حاصرات وتمنع بشكل كبير حساسية الاستقطاب التي تحفز الامتصاص الكالسيوم في الأعمال التحضيرية في الخلايا العصبية للفئران الملزمة.
ديازيبام يمنع افراز الأستيلكولين في سينابتوسوم الفئران الحصينة. تم العثور على هذا عن طريق قياس يعتمد على امتصاص الكولين المعتمد على الصوديوم عالية الاعتماد في خلايا دماغ الفأر في المختبر، وبعد المعالجة من الفئران مع الديازيبام في الجسم الحي. هذا قد تلعب دورا في شرح خصائص مضاد الديازيبام.
ديازيبام يتحد بقابلية عالية مع الخلايا الدبقية في مزارع الخلايا الحيوانية. وقد وجد أن الديازيبام بجرعات عالية يعمل على تقليل دوران الهستامين في مخ الفأر عبرعمل الديازيبام في مجمع مستقبلات GABA البنزوديازيبين. الديازيبام يقلل أيضا من إطلاق البرولاكتين في الفئران.

### آلية العمل
البنزوديازيبينات هي منظم تفارغي لمستقبلات GABA نوع (GABAA) A المستقبلات GABAA هي انتقائية لبوابات قنوات كلورايد الأيونية التي يتم تفعيلها من خلال GABA، الناقل العصبي المثبط الرئيسي في الدماغ. ارتباط البنزوديازيبينات بهذه المستقبلات يعزز الارتباط من GABA ، والذي بدوره يزيد من التوصيل الكلي للأيونات الكلوريد عبر غشاء الخلية العصبية. هذه الزيادة في تدفق أيونات الكلوريد تعمل على زيادة قطبية مكان غشاء العصبون. ونتيجة لذلك، الفرق بين الإمكانات المحتملة وعتبة الراحة تزداد وتقل احتمالات الإطلاق (تكون السيال العصبي).
مستقبلات GABAA هو مختلف الوحدات ويتألف من خمسة وحدات فرعية، وأكثرها شيوعا هي اثنين الفا، واثنين بيتا، وغاما واحدة (α2β2γ). لكل وحدة، العديد من أنواع فرعية موجودة (α1-6)، (β1-3)، و ((γ1-3. مستقبلات GABAA تحتوي على الوحيدات α1 توسط في المسكنات، وفاقد الذاكرة تقدمي، وجزئيا من آثار مضاد الاختلاج من الديازيبام. مستقبلات GABAA تحتوي على α2 توسط الإجراءات مزيل القلق وإلى حد كبير الآثار المرخية للعضلات. مستقبلات GABAA تحتوي على α3 وα5 تسهم أيضا في الإجراءات البنزوديازيبينات المرخية للعضلات، في حين مستقبلات GABAA تضم الوحيدات α5 لتعديل آثار الذاكرة الزمانية والمكانية من البنزوديازيبينات.
يعمل الديازيبام في مناطق من الجهاز الحوفي، المهاد، وتحت المهاد، الأمر الذي أدى آثار مزيلة القلق. أدوية البنزوديازيبينات بما في ذلك الديازيبام تعمل على زيادة عمليات مثبطة في القشرة الدماغية.
خصائص مضادة للديازيبام وغيرها من البنزوديازيبينات قد يكون جزئيا أو كليا بسبب ملزمة لقنوات الصوديوم التي تعتمد على الجهد بدلا من مستقبلات البنزوديازيبين. يبدو الإطلاق المتكرر محدود بسبب تأثير البنزوديازيبينات «من تباطؤ الانتعاش من قنوات الصوديوم من التعطيل».
ويتم إنتاج خصائص ارتخاء العضلات من الديازيبام عن طريق تثبيط مسارات عديدة التشابكات في الحبل الشوكي.

### الحركية الدوائية
يمكن أن يعطى الديازيبام عن طريق الفم، عن طريق الوريد (يجب أن يخفف، فهو مؤلم ومدمر للأوردة)، العضل (IM)، أو على شكل تحميلة.
عندما يعطى عن طريق الفم، يتم امتصاصه بسرعة، ولها بداية سريعة للعمل. بداية العمل هو 1-5 دقيقة عند إستخدامه كحقنة IV و15-30 دقيقة للإستخدامIM . مدة آثار الديازيبام والدوائية الذروة هي 15 دقيقة إلى ساعة واحدة لكل من طرق الاستخدام. والتوافر البيولوجي بعد تناوله عن طريق الفم هو 100٪، و 90٪ بعد تناوله عبرالمستقيم. تصل مستويات البلازما الذروة ما بين 30 و 90 دقيقة بعد تناوله عن طريق الفم، وبين 30 و 60 دقيقة بعد تناوله عبر العضل. بعد استخدامه عبر المستقيم، تصل مستويات البلازما الذروة بعد 10-45 دقيقة. ديازيبام هو للغاية، مع 96-99٪ من الدواء الممتص ينتقل مرتبطا ببروتين محدد. توزيع نصف العمر للديازيبام هو اثنين إلى 13 دقيقة.
عند إعطاء الديازيبام IM ، يكون الامتصاص بطيء، غير منتظم، وغير مكتمل.
ديازيبام هو بدرجة عالية قابل للذوبان في الدهون، ويتم توزيعه على نطاق واسع في جميع أنحاء الجسم بعد تناوله. يعبر بسهولة كل من حاجز الدم في الدماغ والمشيمة، ويفرز في حليب الثدي. بعد الامتصاص، يتم إعادة توزيع الديازيبام في العضلات والأنسجة الدهنية. جرعات يومية مستمرة من الديازيبام بسرعة بناء على تركيز عال في الجسم (بشكل رئيسي في الأنسجة الدهنية)، أكبر بكثير من الجرعة الفعلية لأي يوم من الأيام.
يتم تخزين الديازيبام بشكل تفضيلي في بعض الأجهزة، بما في ذلك القلب. يتم زيادة امتصاص بأي طريقة إدارتها وخطر تراكم كبير في حديثي الولادة، والانسحاب من الديازيبام أثناء الحمل والرضاعة الطبيعية له ما يبرره سريريا.
ديازيبام يخضع للأيض المؤكسد غبر نزع الميثيل 2C9 CYP)، 2C19، 2B6، 3A4، و3A5)، عملية إضافة الهيدروكسيل	CYP 3A4) و 2C19) وعملية إضافة الغلوكورونايد في الكبد كجزء من نظام انزيم السيتوكروم P450. لديها العديد من عمليات الايض الصيدلانية الفعالة. المستقلب الفعال الرئيسي من الديازيبام هو ديسميثيل ديازيبام المعروف أيضا باسم نوردازيبام أو نورديازيبام. وتشمل نواتج الأيض نشطة أخرى القاصر نشاطا التيمازيبام الأيض وأوكسازيبام. وتترافق هذه المركبات مع غلوكورونيد، وتفرز في المقام الأول في البول. لأن هذه المركبات نشطة، وقيم البلازما للديازيبام وحدها ليست مفيدة في التنبؤ بآثار الدواء. الديازيبام لديه ثنائية الطور نصف عمر حوالي 1-3 أيام، و2-7 أيام للديسمثيلديازيبام المستقلب النشط. ينحل معظم الدواء؛ ويفرز الديازيبام قليلا دون تغيير. تزدادطول مدة الوصول إلى نصف التركيز والفاعلية للالديازيبام، وكذلك الزيادات النشطة الأيض ديسميثياديازيبام بشكل ملحوظ في كبار السن، مما قد يؤدي إلى العمل لفترات طويلة، فضلا عن تراكم للدواء خلال الاستخدام المتكرر.

## الخصائص الفيزيائية والكيميائية
ديازيبام يحدث بلورات بيضاء أو صفراء صلبة كما هو الحال مع نقطة انصهار 131,5-134، 5 °C. هو عديم الرائحة، وله طعم مرير قليلا. يسرد دستور الأدوية البريطاني ذلك باعتباره قابل للذوبان في الماء قليلا، قابل للذوبان في الكحول، وقابل للذوبان بحرية في الكلوروفورم. كما تسرد الولايات المتحدة الأدوية أن الديازيبام قابل للذوبان 1 في 16 الكحول الإيثيلي، 1 في 2 من كلوروفورم، 1 في 39 الأثير، وغير قابلة للذوبان في الماء عمليا. الرقم الهيدروجيني من الديازيبام محايدة (أي الرقم الهيدروجيني = 7). اقراص الديازيبام لديها الصلاحية لمدة خمس سنوات عن طريق الفم وثلاث سنوات للحلول IV / IM.
يجب أن يتم تخزين الديازيبام في درجة حرارة الغرفة (15-30 درجة مئوية). ينبغي حماية المحلول للحقن بعيداعن الضوء وعن التجمد. يجب أن يتم تخزين الأشكال للجرعات الفموية المخصصة في حاويات محكمة الغلق ومحمية من الضوء.
يمكن الديازيبام أن يمتص في البلاستيك، لذلك لا يجب أن تبقى التحضيرات السائلة أو الحقن في زجاجات من البلاستيك، وما إلى ذلك وعلى هذا النحو، يمكن أن تتسرب إلى الأكياس البلاستيكية والأنابيب المستخدمة في الحقن في الوريد. يبدو أن الامتصاص يعتمد على عدة عوامل، مثل درجة الحرارة والتركيز، ومعدلات التدفق، وطول الأنبوب. لا ينبغي أن تدار الديازيبام إذا شكلت راسب وأو لا تذوب.

### التركيب

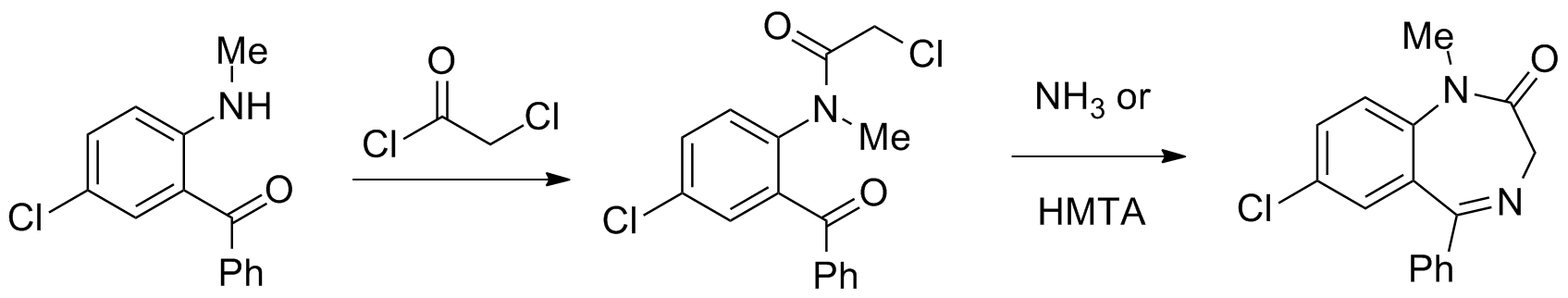
تركيب الديازيبام:

واحدة من الطرق الأكثر وضوحا لهذا المركب يشمل لأول مرة أستلة من أمينوبينزوفينون مع كلوريد كلورواسيتيا لإعطاء أميد كلورو. تسخين هذا المركب مع الأمونيا أو ما يعادلها الكامنة، رباعي الأمين ((HMTAهيكساميثيلين، يمكن تصور الذي يضم الاستبدال الأولي للكلور لإعطاء السايكليزيشن. الاميد غلايسين يشكل إمين ثم يعطي الديازيبام. مع ملاحظة أن إنتاج من الديازيبام يمكن الحصول من خلال التسخين (1) مع استر الجلايسين الإيثيل في البريدين.

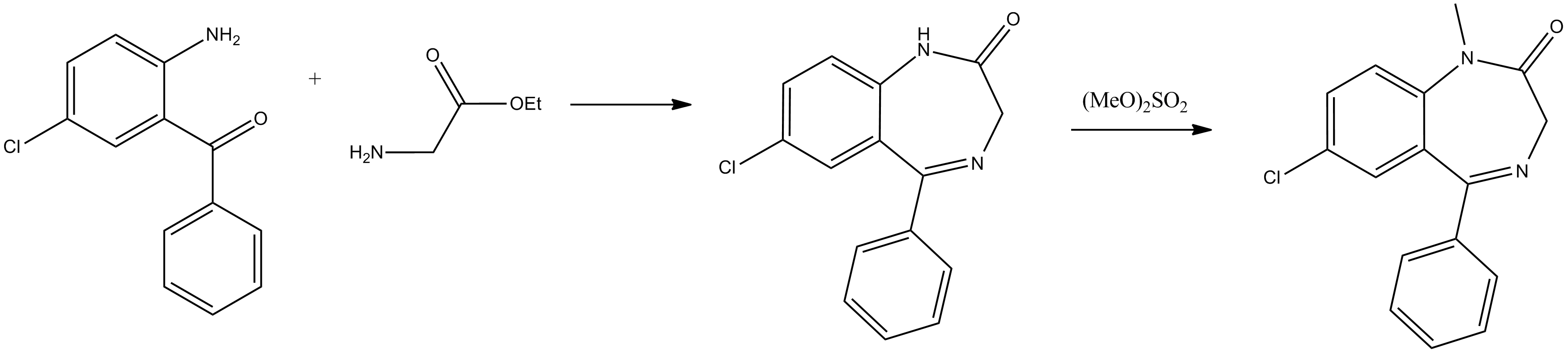
تركيب الديازيبام 2

الطريقة الثانية تتكون من التكثيف الحلقي مباشرة من 2-الأمينية-5- 92كلوروسيكلو فينون  مع الجلايسين إيثيل استر هيدروكلوريد. ونيتروجين ذرة الأميد التي يتم الحصول عليها من 7-كلورو-1,3-ثنائي هيدرو-5-فينيل-2H وميثليته -1,4-بينزوديازيبيم -2-واحد، يضاف اليه مجموعة الميثيل من دايميثيل زيبام، الأمر الذي يؤدي إلى تشكيل الديازيبام.

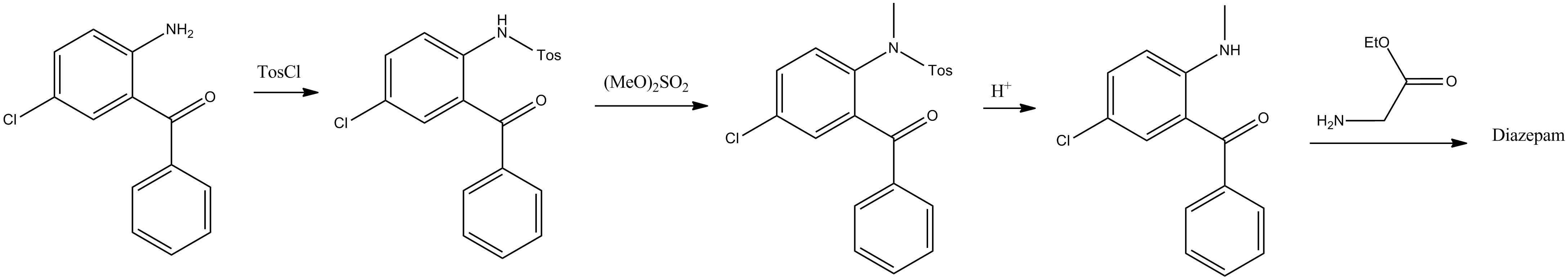
تركيب الديازيبام 1.

يختلف الأسلوب الأول من الثاني في أن إضافة الميثل إلى النيتروجين يتم قبل التكثيف الحلقي.
للقيام بذلك، النسخة الاولية 2-امينو -5-كلوربينزوفينون صنعت لأول مرة والحصول على toluenesulfonylchloride والبريتيليوم ثم تحويلها إلى الملح N-الصوديوم، الذي هو ثم الألكيلية التي كتبها dimethylsulfate. وتحلل الناتج 2-N-tosyl-N-ميثيل-5-كلوربينزوفينون في وسط حمضي، وإعطاء 2-متيل-5-كلوربينزوفينون ، الذي يخضع إلى التكثيف الحلقي عن طريق التفاعل مع إيثيل استر من هيدروكلوريد جليكاين، وتشكيل الديازيبام المطلوب.

### الكشف عنه في سوائل الجسم
قد تساعد كمية الديازيبام في الدم أو البلازما لتأكيد تشخيص التسمم في المرضى في المستشفيات، وتوفير الأدلة في عملية اعتقال ضعف القيادة، أو للمساعدة في التحقيق الموت طبي شرعي. تركيز الدم أو البلازما للديازيبام عادة ما تكون في مجموعة من 0,1-1,0 ملغ / لتر في الأشخاص الذين يتلقون دواء علاجيا، 1-5 ملغ / لتر في الذين ألقي القبض عليهم لضعف القيادة، و2-20 ملغم / لتر في ضحايا جرعة زائدة حادة. معظم الاختبارات المناعية التجارية التي تحتوي على البنزوديازيبين تتفاعل مع الديازيبام، ولكن التأكيد على ذلك والكميات عادة ما تتم باستخدام تقنيات الكروماتوغرافي.

## التاريخ
كان الديازيبام ثاني البنزوديازيبين التي اخترعها الدكتور ليو ستيرنباخ من هوفمان لاروش في نوتلي الشركة، نيو جيرسي،  يتبعه الكلورديازيبوكسيد (الليبريوم)، الذي تمت الموافقة عليه للاستخدام في عام 1960. وأطلق سراحه في عام 1963 بوصفه نسخة محسنة من الليبريوم، أصبح للديازيبام شعبية بشكل لا يصدق، مما يساعد روش لتصبح صناعة الأدوية العملاقة. ويعد أقوى ب2.5 مرة من سابقتها، التي تجاوزت بسرعة من حيث المبيعات. بعد هذا النجاح الأولي، بدأت شركات الأدوية الأخرى لتصنيع مشتقات أخرى للبنزوديازيبين.
اكتسبت البنزوديازيبينات شعبية بين المهنيين الطبيين كما تحسنت على الباربيتورات، التي لديها مؤشر علاجي ضيق نسبيا، وتكون أكثر بكثير مهدئة في الجرعات العلاجية. والبنزوديازيبينات هي أيضا خطرة أقل بكثير؛ نادرا ما يؤدي إلى الموت من جرعة الديازيبام الزائدة، إلا في الحالات التي يتم استهلاكها مع كميات كبيرة من المسكنات الأخرى (مثل الكحول أو المواد الأفيونية). كانت عقاقير البنزوديازيبين مثل الديازيبام في البداية ذات تأييد شعبي واسع النطاق، ولكن مع مرور الوقت تغيرت بهدف واحد تزايد الانتقادات ودعوات لفرض قيود على وصفة طبية بها.
كان الديازيبام من الأدوية الأكثر مبيعا في الولايات المتحدة 1969-1982، مع مبيعات بلغت ذروتها في عام 1978 2.3 مليار. أقراص الديازيبام، جنبا إلى جنب مع أوكسازيبام، نترازيبام والتيمازيبام، تمثل 82٪ من السوق البنزوديازيبين في أستراليا. وفي حين يستمر الأطباء النفسيين لوصف الديازيبام لإغاثة قصيرة الأجل من القلق، وقد اتخذت الأعصاب زمام المبادرة في وصف الديازيبام لعلاج أنواع معينة من الصرع والنشاط التشنجي، على سبيل المثال، أشكال شلل جزئي. بل هو أيضا خط الدفاع الأول عن اضطراب نادر يسمى متلازمة شخص قاسية.

## المجتمع والثقافة

### الاستخدام الترفيهي
الديازيبام عرضة لاحتمالية لسوء استخدام، ويمكن أن يسبب الإدمان عليه. وقد أوصى باتخاذ إجراءات عاجلة من قبل الحكومات الوطنية لتحسين وصف أنماط من البنزوديازيبينات مثل الديازيبام. جرعة واحدة من الديازيبام ينظم نظام الدوبامين بطرق مشابهة لكيفية المورفين والكحول تعدل مسارات الدوبامين. بين و50 و 64٪ من الفئران بإدارة الذات الديازيبام.
وقد تبين أن الديازيبام قادرأن يكون بديلا عن الآثار السلوكية للالباربيتورات في دراسة الرئيسيات. وقد وجد أن ديازيبام باعتباره إحدى شوائب الهيروين.
يمكن أن يحدث إساءة لاستعمال الديازيبام إما من خلال إساءة الاستخدام الترفيهية حيث يتم أخذ الدواء لتحقيق أعلى مستوى أو عند المواصلة باستخدام الدواء على المدى الطويل ضد المشورة الطبية.
في بعض الأحيان، يتم استخدامه كمنشط ل«التهدئة» والنوم وللمساعدة في السيطرة على الرغبة في حفلة.
اجريت دراسة على نطاق واسع في الولايات المتحدة، التي أجرتها SAMHSA، باستخدام بيانات من عام 2011، كانت البنزوديازيبينات المصممة موجودة في 28.7٪ من زيارات قسم الطوارئ التي تنطوي على استخدام غير طبي من الأدوية. وفي هذا الصدد، البنزوديازيبينات هي ثاني المواد المخدرة التي تم الكشف عنها في 39.2٪ من الزيارات.وتساهم في 29.3٪ من محاولات الانتحار المرتبطة بالمخدرات تنطوي البنزوديازيبينات، مما يجعلها الطبقة الأكثر تمثيلا في كثير من الأحيان في محاولات الانتحار المرتبطة بالمخدرات. تعاطي البنزوديازيبينات يحدث بين الذكور، كما هو شائع بين الإناث.
البنزوديازيبينات، بما في ذلك الديازيبام، نترازيبام، والفلونيترازيبام، حساب لأكبر حجم من وصفات العقاقير المزورة في السويد، ما مجموعه 52٪ من التزوير يجري لالبنزوديازيبينات.
تم الكشف عن الديازيبام في 26٪ من حالات شخصية يشتبه فيها القيادة تحت تأثير المخدرات في السويد، وتم الكشف عن نوردازيبام الشكل النشط منه في 28٪ من الحالات. تم العثور على البنزوديازيبينات والزولبيديم وزوبيكلون أخرى أيضا بأعداد كبيرة. وكان للعديد من السائقين مستويات تركيز في الدم تتجاوز بكثير نطاق الجرعة العلاجية، مما يشير إلى وجود درجة عالية من احتمال إساءة استخدام لالبنزوديازيبينات والزولبيديم وزوبيكلون. أما في ايرلندا الشمالية في الحالات التي تم الكشف عن المخدرات في عينات من السائقين ضعاف الذين لم تنال من الكحول، تم العثور على البنزوديازيبينات في 87٪ من الحالات. كان الديازيبام والبنزوديازيبين الأكثر الكشف عن عادة.

### الوضع القانوني
وينظم الديازيبام في معظم البلدان كدواء ذو صفة طبية:
- الدولية: ديازيبام هو الجدول (الصنف الرابع)ابموجب اتفاقية المؤثرات العقلية [118]
- المملكة المتحدة: تصنف على أنها الأدوية الخاضعة للرقابة، المدرجة ضمن الجدول الرابع، الجزء الأول (CD بنز POM) من إساءة استعمال المخدرات اللائحة 2001، مما يتيح امتلاكه مع وصفة طبية صالحة. وقانون إساءة استخدام المخدرات 1971 يجرم امتلاك العقار دون وصفة طبية، وهذه الأغراض وتصنف على أنها من المخدرات فئة C.[119]
- ألمانيا: يصنف على أنه دواء، أو في جرعة عالية كدواء مقيد (Betäubungsmittelgesetz، ANHANG III) [120]

الإعدام القضائي
ولايتي كاليفورنيا وفلوريدا تقدم الديازيبام للسجناء باعتباره مهدئ قبل التنفيذ كجزء من برنامج الحقنة المميتة بهم.

## الاستخدامات البيطرية
يستخدم الديازيبام باعتباره مهدئ على المدى القصير كمزيل القلق للقطط والكلاب، يستخدم في بعض الأحيان بمثابة منبه الشهية. ويمكن أن يستخدم أيضا لوقف النوبات في الكلاب والقطط.

## وصلات خارجية
- Roche Pharmaceuticals (AUS) - Valium Product Information
- U.S. National Library of Medicine: Drug Information Portal - Diazepam
- Flash animation about how bromazepam works (mechanism of action)
- Albany Medical Center – "Medication of the month"